# Schloss Frauenstein (Oberösterreich)

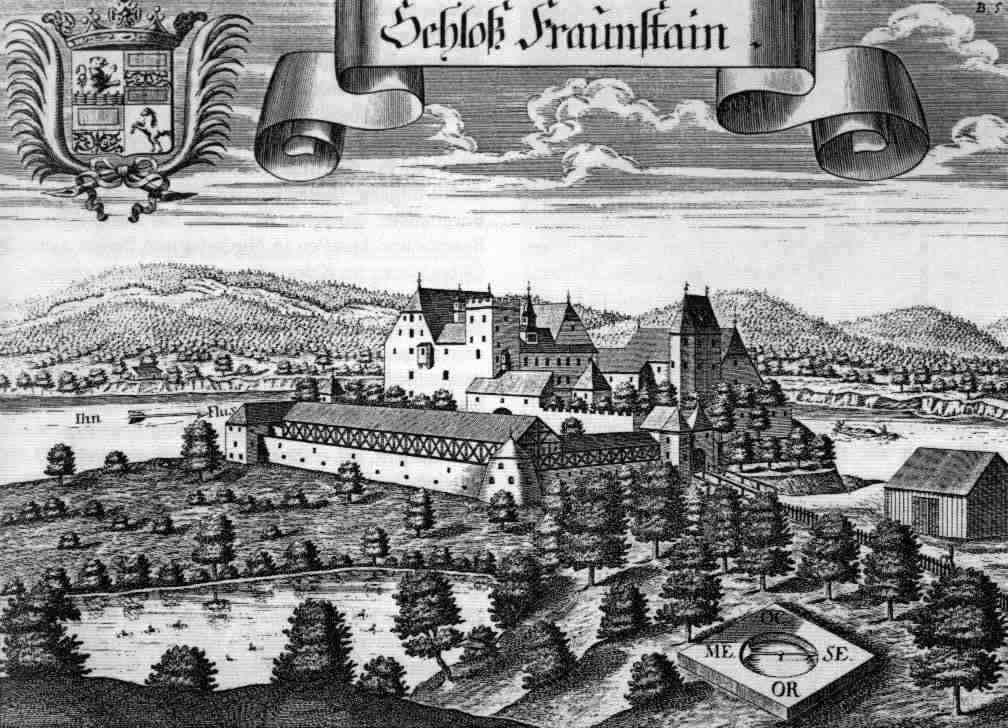
Schloss Frauenstein nach einem Kupferstich von Michael Wening von 1721

Frauenstein ist ein Schloss  in der Gemeinde Mining, Bezirk Braunau am Inn, Oberösterreich. Eine gute Möglichkeit, um Frauenstein zu erreichen, ist die Anreise mit dem Rad von Braunau. Der Radweg führt durch das Naturschutzgebiet Unterer Inn, und der Besucher kann die Rückreise auf der bayerischen Seite durchführen, da der Damm des Kraftwerks Frauenstein für Fußgänger und Radfahrer offen ist.

## Geschichte
Die günstige Lage am Inn zog schon früh Menschen an; so wurden 1905 bei Ausgrabungen Gräber aus der Keltenzeit gefunden. In der Römerzeit befand sich hier ein Wachturm. Der Inn war für die Römer schiffbar und in dieser Zeit diente Frauenstein als Landungsstelle für römische Schiffe.
Die Burg ließ Gregor von Pogen zur Zeit der Ungarneinfälle im 10. Jahrhundert errichten. Ihnen folgten die Grafen von Ering, vermutlich eine Nebenlinie der Pogener. Von 1296 bis 1377 war die Burg an die Grafen von Hals verpfändet. Im Jahr 1400 wurde das Bauwerk von Ritter Heinrich Weckhinger an Ritter Wilhelm von Fraunhofen verkauft, der die Burg umbauen ließ und sie in Frauenstein umbenannte. Wilhelm Fraunhofer war Hofmeister von Herzog Heinrich von Bayern. 1435 kaufte Herzog Heinrich der Reiche von Niederbaiern und Landshut Frauenstein und vereinigte sie mit der Herrschaft Ering am anderen Innufer. Der Besitz wurde von landesfürstlichen Pflegern verwaltet (z. B. von Kaspar Peuntner). Da die Burg im Niederbayerischen Erbfolgekrieg geplündert und teilweise zerstört wurde, verkaufte der Herzog 1508 die Burg an die Familie Paumgartner, in deren Besitz sie bis 1885 blieb. 1508 bis 1519 ließen die Paumgartner die Burg teilweise neu erbauen. 1602 wurde nach dem Aussterben der Eringer beide Besitze vereinigt. Die Paumgarten wurden 1629 in den Freiherrenstand erhoben und 1745 zu Reichsgrafen ernannt. Die Begräbnisstätte der auf Frauenstein ansässigen Paumgarten befindet sich in der Pfarrkirche zu Mining. Da die Paumgarten großteils in Ering auf der bayerischen Seite lebten, geriet Schloss Frauenstein immer mehr in Verfall. 1807 ließen die Besitzer einen Teil der Burg abtragen (u. a. die Schlosskapelle) und errichteten neben dem Getreidespeicher ein Herrenhaus, in dem sich heute die Burgschänke befindet. Seit 1883 ist das Schloss im Besitz der freiherrlichen Familie von Venningen auf Rigerting.
Ursprünglich stand die Burg auf einem Felsen über dem Inn, doch wurde während der nationalsozialistischen Herrschaft in Österreich in den Jahren 1939 bis 1942 das Kraftwerk Ering-Frauenstein errichtet, das den Inn aufstaute. Diese Zeit ging auch sonst nicht spurlos am Schloss vorbei, in den folgenden Jahrzehnten verfiel es immer mehr. 1999 pachtete der Verein „Lebenswertes Frauenstein“ das Schloss auf 99 Jahre von der Familie Venningen und revitalisierte und renovierte es.

## Baulichkeiten
Von der ehemals ausgedehnten Burganlage, wie sie auf dem Kupferstich von Wening erkennbar ist, ist heute nur mehr der Torturm mit Turmhaus und einem Teil der 1508 erbauten Umfassungsmauer erhalten. Westlich davon befinden sich das zweigeschoßige Herrenhaus aus Tuffsteinen mit Rundportalen und Pilastern, das aus dem frühen 19. Jahrhundert stammt, sowie ein ehemaliger Kasten. Heute ist im Herrenhaus die Burgschänke untergebracht. Von den einst umfangreichen Befestigungsanlagen hat sich ein aus dem Felsen herausgeschlagener Graben, der einen künstlichen Innarm bildet, erhalten. Das Schlossgelände unterhalb des Herrenhauses ist zu einer Freilichtbühne umgestaltet worden.

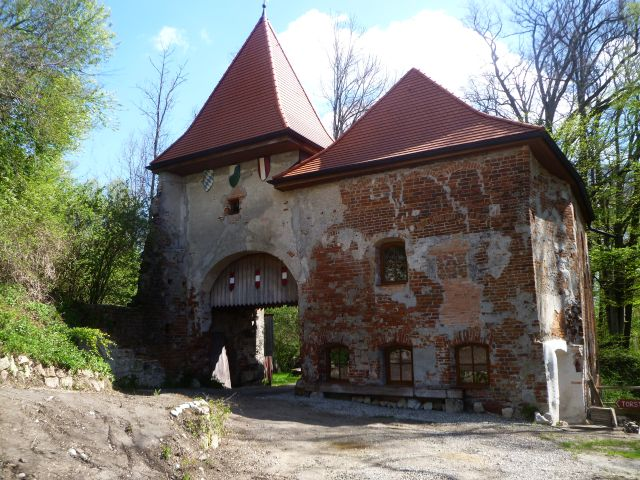
Torturm
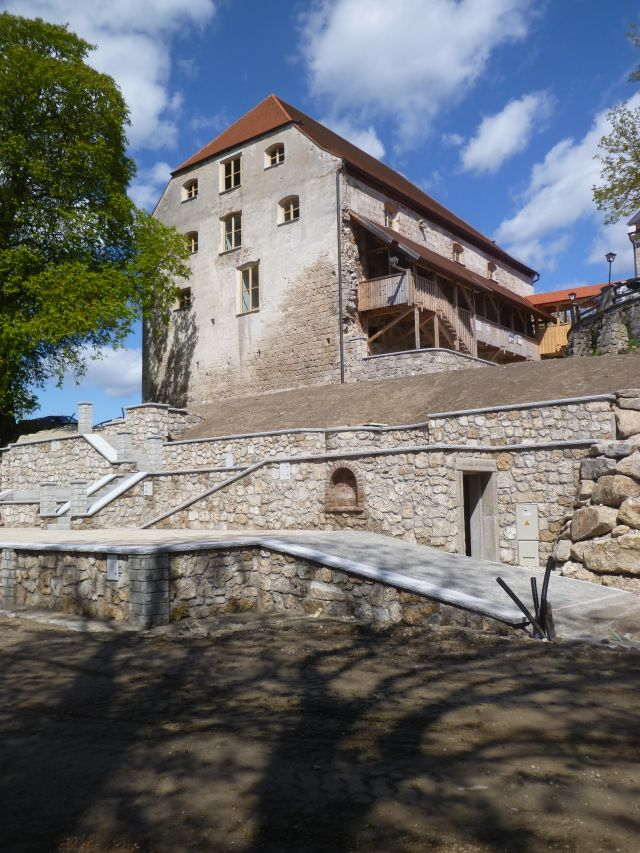
Herrenhaus
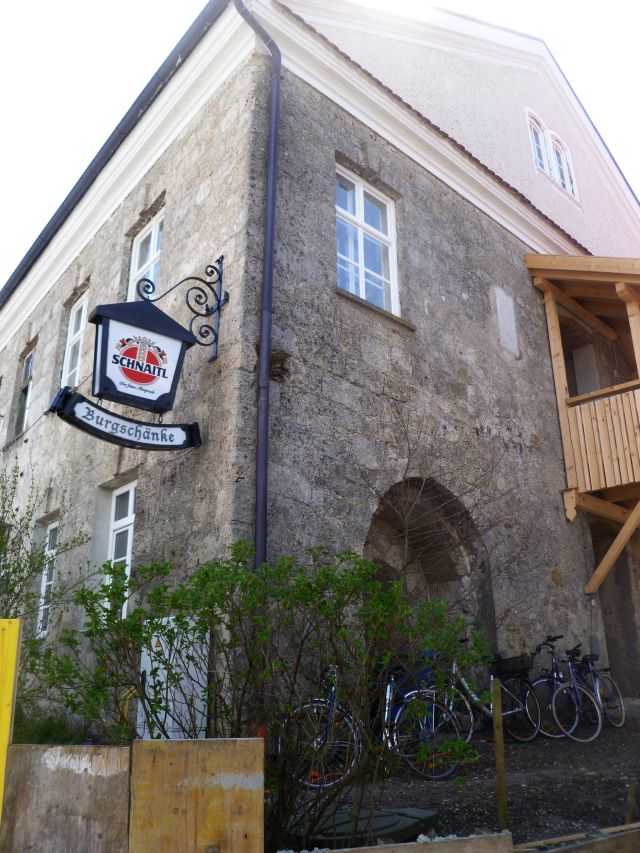
Burgschänke
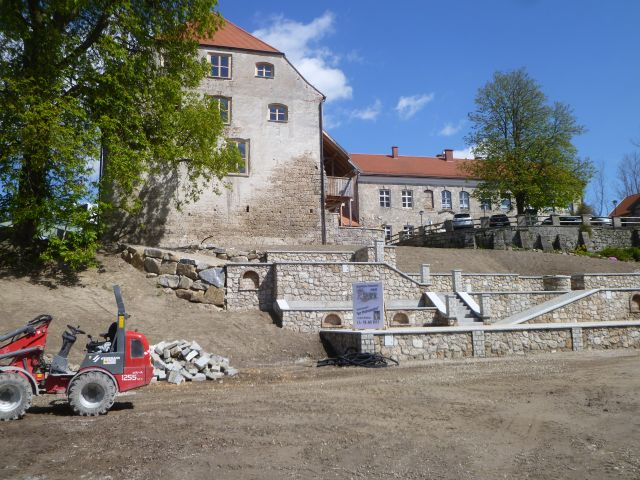
Freilichtbühne

## Veranstaltungen
Eine beliebte Veranstaltung im revitalisierten Schloss ist das Mittelalterfest, das die Burgschänke Frauenstein mit dem Ritterverein Tempus Rapax in Zusammenarbeit mit dem Verein Lebendiges Frauenstein veranstaltet. Der Ritterverein veranstaltet auch Kinderprogramme, in denen Kindern die Möglichkeit gegeben wird, das Mittelalter zu erleben. Auch als Konzertgelände wird die Burg verwendet.
Für die Landesausstellung 2012 wird ein Teil des Rahmenprogramms in Frauenstein durchgeführt. Dafür wird zurzeit der Getreidespeicher restauriert und eine Bühne auf dem Schlossgelände angelegt.